# Marta Fàbregas i Berenguer
Marta Fàbregas i Berenguer (Barcelona, 1920 - Barcelona, 3 de gener del 1960) va ser una directora de doblatge, escriptora i dramaturga catalana. Va encetar la seva carrera professional com a actriu formant part de diverses companyies que actuaven a Madrid, Barcelona i províncies.
Fou autora de comèdies en castellà i sobretot en català, en uns moments en què escriure en català era ja una declaració de principis. En castellà va escriure per al teatre les obres Lección de amor (1954) o la publicada pòstumament Sólo tu (1961). Formà part d'una generació de dramaturgs dels anys 1950 i primera meitat dels 1960, que van arribar a emprar totes dues llengües en desigual equilibri, com ara Jaume Ministral o Francisco Candel.
A part de la carrera com a actriu i dramaturga, Marta Fàbregas també va exercir de dobladora i de directora de doblatge. En aquesta tasca, va dirigir films nacionals, com Apartado de correos 1001 d'Ignasi F. Iquino, i altres d'estrangers, com ara La sombra de una duda (Shadow of a doubt, 1943) d'Alfred Hitchcock. En aquest sentit, l'any 1950 va exercir de directora de doblatge del film d'animació dirigit per Alexandre Cirici que portà per títol Érase una vez... En aquest film també exercí d'actriu de doblatge de veus addicionals juntament amb el seu germà, Emili Fàbregas, que va posar la veu al personatge creat per Josep Escobar de nom Scariot. 
L'any 1954 va publicar l'obra Fill meu i el 1959 va guanyar la V edició del Premi F.E.S.T.A amb l'obra Un pas en fals. El mateix any estrenà al Teatre Capsa de Barcelona la seva obra Siguen optimistas. Va morir poc després, a principis del 1960, quan encara no havia complert els quaranta anys.
Fou germana del també doblador Emili Fàbregas i tieta de l'actriu de doblatge Elsa Fàbregas.